# Championnats d'Océanie de cyclisme sur piste 2011
Navigation
Championnats d'Océanie 2010 Championnats d'Océanie 2012
Les Championnats d'Océanie de cyclisme sur piste 2011 (officiellement 2012 Oceania Track Championships) se déroulent du 21 au 24 novembre 2011 au Invercargill ILT Velodrome (en), à Invercargill en Nouvelle-Zélande.

## Résultats des championnats élites

### Épreuves masculines
| Épreuves               | Or                                                               | Argent                                                     | Bronze                                                                        |
| ---------------------- | ---------------------------------------------------------------- | ---------------------------------------------------------- | ----------------------------------------------------------------------------- |
| Kilomètre              | Simon van Velthooven (NZL)                                       | James Glasspool (AUS)                                      | William Bowman (NZL)                                                          |
| Keirin                 | Simon van Velthooven (NZL)                                       | Scott Sunderland (AUS)                                     | Peter Lewis (AUS)                                                             |
| Vitesse individuelle   | Sam Webster (NZL)                                                | Scott Sunderland (AUS)                                     | Mitchell Bullen (AUS)                                                         |
| Vitesse par équipes    | Nouvelle-Zélande Ethan Mitchell Simon van Velthooven Sam Webster | Australie 1 Daniel Ellis Peter Lewis Jason Niblett         | Australie 2 Alex Bird James Glasspool Andrew Taylor                           |
| Poursuite individuelle | Jesse Sergent (NZL)                                              | Peter Latham (NZL)                                         | Sam Bewley (NZL)                                                              |
| Poursuite par équipes  | Nouvelle-Zélande 1 Sam Bewley Aaron Gate Marc Ryan Jesse Sergent | Australie Edward Bissaker Jackson Law Scott Law Peter Loft | Nouvelle-Zélande 2 Westley Gough Cameron Karwowski Peter Latham Myron Simpson |
| Course aux points      | Thomas Scully (NZL)                                              | Aaron Gate (NZL)                                           | Sam Bewley (NZL)                                                              |
| Course scratch         | Myron Simpson (NZL)                                              | Thomas Scully (NZL)                                        | Westley Gough (NZL)                                                           |
| Course à l'américaine  | Nouvelle-Zélande Jason Allen Thomas Scully                       | Australie 1 Edward Bissaker Scott Law                      | Australie 2 Jackson Law Peter Loft                                            |
| Omnium                 | Shane Archbold (NZL)                                             | Westley Gough (NZL)                                        | Jason Allen (NZL)                                                             |

### Épreuves féminines
| Épreuves               | Or                                                          | Argent                                               | Bronze                                                       |
| ---------------------- | ----------------------------------------------------------- | ---------------------------------------------------- | ------------------------------------------------------------ |
| 500 mètres             | Natasha Hansen (NZL)                                        | Rikki Belder (AUS)                                   | Katie Schofield (NZL)                                        |
| Keirin                 | Natasha Hansen (NZL)                                        | Stephanie Morton (AUS)                               | Cassandra Kell (AUS)                                         |
| Vitesse individuelle   | Stephanie Morton (AUS)                                      | Natasha Hansen (NZL)                                 | Cassandra Kell (AUS)                                         |
| Vitesse par équipes    | Nouvelle-Zélande Natasha Hansen Katie Schofield             | Australie 1 Rikki Belder Tennille Falappi            | Australie 2 Cassandra Kell Madison Law                       |
| Poursuite individuelle | Alison Shanks (NZL)                                         | Jaime Nielsen (NZL)                                  | Lauren Ellis (NZL)                                           |
| Poursuite par équipes  | Nouvelle-Zélande 1 Lauren Ellis Jaime Nielsen Alison Shanks | Australie Ashlee Ankudinoff Katherine Bates Amy Cure | Nouvelle-Zélande 2 Kaytee Boyd Rushlee Buchanan Gemma Dudley |
| Course aux points      | Rushlee Buchanan (NZL)                                      | Lauren Ellis (NZL)                                   | Gemma Dudley (NZL)                                           |
| Course scratch         | Ashlee Ankudinoff (AUS)                                     | Joanne Kiesanowski (NZL)                             | Katherine Bates (AUS)                                        |
| Omnium                 | Ashlee Ankudinoff (AUS)                                     | Amy Cure (AUS)                                       | Katherine Bates (AUS)                                        |